# 白克里尼察 (巴什坦卡区)
47°13′13″N 33°6′38″E / 47.22028°N 33.11056°E
白克里尼察（烏克蘭語：Біла Криниця），是烏克蘭南部尼古拉耶夫州巴什坦卡區贝雷兹内胡瓦泰市镇内的村落。始建於1922年，面積0.7平方公里，海拔高度75米，2001年人口315，人口密度每平方公里450人。